# رز همیشه‌بهار
رز همیشه‌بهار(نام علمی: Rosa sempervirens) نام یک گونه از سرده رز است.